# U-19-Handball-Weltmeisterschaft 2005
Die 1. U-19-Handball-Weltmeisterschaft der Männer wurde vom 3. bis 11. August 2005 in Katar ausgetragen. Veranstalter war die Internationale Handballföderation (IHF). Die Auswahl Serbien-Montenegros gewann das Turnier.

## Vorrunde

### Gruppe A
| Pl. | Land                   | Sp. | S | U | N | Tore      | Diff. | Punkte |
| --- | ---------------------- | --- | - | - | - | --------- | ----- | ------ |
| 1.  | Serbien und Montenegro | 4   | 4 | 0 | 0 | 0142:1000 | +42   | 8      |
| 2.  | Südkorea               | 4   | 3 | 0 | 1 | 0126:1190 | +7    | 6      |
| 3.  | Katar                  | 4   | 1 | 1 | 2 | 0128:1150 | +13   | 3      |
| 4.  | Argentinien            | 4   | 1 | 1 | 2 | 0118:1170 | +1    | 3      |
| 5.  | Marokko                | 4   | 0 | 0 | 4 | 077:1400  | −63   | 0      |

| 3. August 2005 19:30 Uhr | Katar                       | 38:19          | Marokko                       | Doha Schiedsrichter: Brunovski / Canda |
| 3. August 2005 19:30 Uhr | meiste Tore: Ali Alderi (9) | (22:9)         | meiste Tore: Younes Tatby (4) | Doha Schiedsrichter: Brunovski / Canda |
| 3. August 2005 19:30 Uhr | Strafen: 2× 4×              | Spielstatistik | Strafen: 3× 8× 1×             | Doha Schiedsrichter: Brunovski / Canda |

| 3. August 2005 21:30 Uhr | Südkorea                      | 30:29          | Argentinien                       | Doha Schiedsrichter: Sanya / Yusuf |
| 3. August 2005 21:30 Uhr | meiste Tore: Eom Hyo-won (10) | (16:14)        | meiste Tore: Javier Altenbach (6) | Doha Schiedsrichter: Sanya / Yusuf |
| 3. August 2005 21:30 Uhr | Strafen: 3× 8× 1×             | Spielstatistik | Strafen: 3× 5×                    | Doha Schiedsrichter: Sanya / Yusuf |

| 4. August 2005 18:30 Uhr | Serbien und Montenegro              | 35:27          | Argentinien                        | Doha Schiedsrichter: Gousko / Repkin |
| 4. August 2005 18:30 Uhr | meiste Tore: Dobrivoje Marković (7) | (18:13)        | meiste Tore: Sebastián Simonet (6) | Doha Schiedsrichter: Gousko / Repkin |
| 4. August 2005 18:30 Uhr | Strafen: 3× 8×                      | Spielstatistik | Strafen: 3×                        | Doha Schiedsrichter: Gousko / Repkin |

| 4. August 2005 20:30 Uhr | Marokko                            | 23:29          | Südkorea                     | Doha Schiedsrichter: Aparecido Pinto / Aires Menezes |
| 4. August 2005 20:30 Uhr | meiste Tore: Abderrazzak Louas (7) | (8:18)         | meiste Tore: Eom Hyo-won (5) | Doha Schiedsrichter: Aparecido Pinto / Aires Menezes |
| 4. August 2005 20:30 Uhr | Strafen: 4× 5× 1×                  | Spielstatistik | Strafen: 3× 4×               | Doha Schiedsrichter: Aparecido Pinto / Aires Menezes |

| 5. August 2005 18:30 Uhr | Katar                            | 25:28          | Serbien und Montenegro         | Doha Schiedsrichter: Aparecido Pinto / Aires Menezes |
| 5. August 2005 18:30 Uhr | meiste Tore: Bader Al-Ghamdi (6) | (11:15)        | meiste Tore: Petar Nenadić (7) | Doha Schiedsrichter: Aparecido Pinto / Aires Menezes |
| 5. August 2005 18:30 Uhr | Strafen: 3× 6×                   | Spielstatistik | Strafen: 5× 7× 1×              | Doha Schiedsrichter: Aparecido Pinto / Aires Menezes |

| 6. August 2005 18:30 Uhr | Südkorea                      | 35:32          | Katar                                                 | Doha Schiedsrichter: Pandžić / Šatordžija |
| 6. August 2005 18:30 Uhr | meiste Tore: Eom Hyo-won (10) | (15:13)        | meiste Tore: Hamad Al-Hajri, Hamad Al-Baloushi (je 8) | Doha Schiedsrichter: Pandžić / Šatordžija |
| 6. August 2005 18:30 Uhr | Strafen: 3× 7×                | Spielstatistik | Strafen: 3× 10× 2×                                    | Doha Schiedsrichter: Pandžić / Šatordžija |

| 6. August 2005 20:30 Uhr | Argentinien                        | 29:19          | Marokko                          | Doha Schiedsrichter: Aparecido Pinto / Aires Menezes |
| 6. August 2005 20:30 Uhr | meiste Tore: Sebastián Simonet (6) | (16:9)         | meiste Tore: Hicham Ennaciri (4) | Doha Schiedsrichter: Aparecido Pinto / Aires Menezes |
| 6. August 2005 20:30 Uhr | Strafen: 3× 2×                     | Spielstatistik | Strafen: 3× 5×                   | Doha Schiedsrichter: Aparecido Pinto / Aires Menezes |

| 7. August 2005 18:30 Uhr | Marokko                            | 16:44          | Serbien und Montenegro        | Doha Schiedsrichter: Sanya / Yusuf |
| 7. August 2005 18:30 Uhr | meiste Tore: Lahcen Bnousinane (7) | (9:20)         | meiste Tore: Milan Vukas (16) | Doha Schiedsrichter: Sanya / Yusuf |
| 7. August 2005 18:30 Uhr | Strafen: 3×                        | Spielstatistik | Strafen: 4× 8×                | Doha Schiedsrichter: Sanya / Yusuf |

| 8. August 2005 18:30 Uhr | Serbien und Montenegro        | 35:32          | Südkorea                      | Doha Schiedsrichter: Gousko / Repkin |
| 8. August 2005 18:30 Uhr | meiste Tore: Žarko Šešum (10) | (16:12)        | meiste Tore: Eom Hyo-won (18) | Doha Schiedsrichter: Gousko / Repkin |
| 8. August 2005 18:30 Uhr | Strafen: 3× 6×                | Spielstatistik | Strafen: 4× 1×                | Doha Schiedsrichter: Gousko / Repkin |

| 8. August 2005 20:30 Uhr | Argentinien                        | 33:33          | Katar                                               | Doha Schiedsrichter: Brunovski / Canda |
| 8. August 2005 20:30 Uhr | meiste Tore: Sebastián Simonet (9) | (17:18)        | meiste Tore: Hamad Al-Hajri, Bader Al-Ghamdi (je 7) | Doha Schiedsrichter: Brunovski / Canda |
| 8. August 2005 20:30 Uhr | Strafen: 4× 5×                     | Spielstatistik | Strafen: 3× 7×                                      | Doha Schiedsrichter: Brunovski / Canda |

### Gruppe B
| Pl. | Land     | Sp. | S | U | N | Tore      | Diff. | Punkte |
| --- | -------- | --- | - | - | - | --------- | ----- | ------ |
| 1.  | Dänemark | 4   | 4 | 0 | 0 | 0137:880  | +49   | 8      |
| 2.  | Kroatien | 4   | 3 | 0 | 1 | 0123:1140 | +9    | 6      |
| 3.  | Ägypten  | 4   | 2 | 0 | 2 | 0126:1220 | +4    | 4      |
| 4.  | Iran     | 4   | 1 | 0 | 3 | 095:1280  | −33   | 2      |
| 5.  | Tunesien | 4   | 0 | 0 | 4 | 093:1220  | −29   | 0      |

| 3. August 2005 14:30 Uhr | Iran                               | 32:34          | Ägypten                            | Doha Schiedsrichter: Gousko / Repkin |
| 3. August 2005 14:30 Uhr | meiste Tore: Hossein Khalighi (11) | (19:18)        | meiste Tore: Mahmoud Hasaballa (9) | Doha Schiedsrichter: Gousko / Repkin |
| 3. August 2005 14:30 Uhr | Strafen: 3×                        | Spielstatistik | Strafen: 3× 5×                     | Doha Schiedsrichter: Gousko / Repkin |

| 3. August 2005 16:30 Uhr | Dänemark                       | 32:18          | Tunesien                       | Doha Schiedsrichter: Pandžić / Šatordžija |
| 3. August 2005 16:30 Uhr | meiste Tore: Jannick Mazur (6) | (16:9)         | meiste Tore: Bassem Mrabet (5) | Doha Schiedsrichter: Pandžić / Šatordžija |
| 3. August 2005 16:30 Uhr | Strafen: 3× 7×                 | Spielstatistik | Strafen: 3× 1×                 | Doha Schiedsrichter: Pandžić / Šatordžija |

| 4. August 2005 14:30 Uhr | Kroatien                      | 30:29          | Ägypten                                          | Doha Schiedsrichter: Brunovski / Canda |
| 4. August 2005 14:30 Uhr | meiste Tore: Nikola Džono (6) | (14:16)        | meiste Tore: Samah Soliman, Karim Ibrahim (je 7) | Doha Schiedsrichter: Brunovski / Canda |
| 4. August 2005 14:30 Uhr | Strafen: 2× 6× 1×             | Spielstatistik | Strafen: 2× 9× 1×                                | Doha Schiedsrichter: Brunovski / Canda |

| 4. August 2005 16:30 Uhr | Tunesien                                        | 23:25          | Iran                               | Doha Schiedsrichter: Al-Heel / Al-Hammad |
| 4. August 2005 16:30 Uhr | meiste Tore: Ameur Mahmod, Bassem Mrabet (je 6) | (10:11)        | meiste Tore: Allahkaram Esteki (8) | Doha Schiedsrichter: Al-Heel / Al-Hammad |
| 4. August 2005 16:30 Uhr | Strafen: 3× 6× 1×                               | Spielstatistik | Strafen: 3×                        | Doha Schiedsrichter: Al-Heel / Al-Hammad |

| 5. August 2005 16:30 Uhr | Dänemark                           | 38:23          | Kroatien                       | Doha Schiedsrichter: Gousko / Repkin |
| 5. August 2005 16:30 Uhr | meiste Tore: Mads Christiansen (8) | (22:11)        | meiste Tore: Alen Blažević (9) | Doha Schiedsrichter: Gousko / Repkin |
| 5. August 2005 16:30 Uhr | Strafen: 3×                        | Spielstatistik | Strafen: 4× 2×                 | Doha Schiedsrichter: Gousko / Repkin |

| 6. August 2005 14:30 Uhr | Ägypten                         | 33:26          | Tunesien                       | Doha Schiedsrichter: Brunovski / Canda |
| 6. August 2005 14:30 Uhr | meiste Tore: Adam El-Zoghby (9) | (16:14)        | meiste Tore: Mohamed Slama (8) | Doha Schiedsrichter: Brunovski / Canda |
| 6. August 2005 14:30 Uhr | Strafen: 3× 4×                  | Spielstatistik | Strafen: 3× 6×                 | Doha Schiedsrichter: Brunovski / Canda |

| 6. August 2005 16:30 Uhr | Iran                              | 17:33          | Dänemark                             | Doha Schiedsrichter: Al-Heel / Al-Hammad |
| 6. August 2005 16:30 Uhr | meiste Tore: Hossein Khalighi (5) | (8:15)         | meiste Tore: Kristian Toftegaard (6) | Doha Schiedsrichter: Al-Heel / Al-Hammad |
| 6. August 2005 16:30 Uhr | Strafen: 3× 4×                    | Spielstatistik | Strafen: 2× 3×                       | Doha Schiedsrichter: Al-Heel / Al-Hammad |

| 7. August 2005 16:30 Uhr | Tunesien                        | 26:32          | Kroatien                                      | Doha Schiedsrichter: Pandžić / Šatordžija |
| 7. August 2005 16:30 Uhr | meiste Tore: Bassem Mrabet (11) | (11:16)        | meiste Tore: Ivan Čupić, Alen Blažević (je 8) | Doha Schiedsrichter: Pandžić / Šatordžija |
| 7. August 2005 16:30 Uhr | Strafen: 3× 4×                  | Spielstatistik | Strafen: 3× 6×                                | Doha Schiedsrichter: Pandžić / Šatordžija |

| 8. August 2005 14:30 Uhr | Kroatien                       | 38:21          | Iran                               | Doha Schiedsrichter: Aparecido Pinto / Aires Menezes |
| 8. August 2005 14:30 Uhr | meiste Tore: Alen Blažević (7) | (20:8)         | meiste Tore: Saeid Pourghasemi (6) | Doha Schiedsrichter: Aparecido Pinto / Aires Menezes |
| 8. August 2005 14:30 Uhr | Strafen: 3×                    | Spielstatistik | Strafen: 3×                        | Doha Schiedsrichter: Aparecido Pinto / Aires Menezes |

| 8. August 2005 16:30 Uhr | Ägypten                                              | 30:34          | Dänemark                          | Doha Schiedsrichter: Al-Heel / Al-Hammad |
| 8. August 2005 16:30 Uhr | meiste Tore: Adam El-Zoghby, Hazem El-Nemrawi (je 6) | (17:18)        | meiste Tore: Stefan Hundstrup (9) | Doha Schiedsrichter: Al-Heel / Al-Hammad |
| 8. August 2005 16:30 Uhr | Strafen: 4× 7× 2×                                    | Spielstatistik | Strafen: 3× 4×                    | Doha Schiedsrichter: Al-Heel / Al-Hammad |

## Platzierungsspiele

### Spiel um Platz 9
| 10. August 2005 11:30 Uhr | Marokko                       | 26:33          | Tunesien                       | Doha Schiedsrichter: Sanya / Yusuf |
| 10. August 2005 11:30 Uhr | meiste Tore: Younes Tatby (7) | (15:13)        | meiste Tore: Mohamed Slama (9) | Doha Schiedsrichter: Sanya / Yusuf |
| 10. August 2005 11:30 Uhr | Strafen: 3×                   | Spielstatistik | Strafen: 3× 7×                 | Doha Schiedsrichter: Sanya / Yusuf |

### Spiel um Platz 7
| 10. August 2005 14:00 Uhr | Iran                                  | 22:25          | Argentinien                   | Doha Schiedsrichter: Pandžić / Šatordžija |
| 10. August 2005 14:00 Uhr | meiste Tore: Mohammad Reza Rajabi (5) | (12:16)        | meiste Tore: 4 Spieler (je 4) | Doha Schiedsrichter: Pandžić / Šatordžija |
| 10. August 2005 14:00 Uhr | Strafen: 3× 5× 1×                     | Spielstatistik | Strafen: 3× 4×                | Doha Schiedsrichter: Pandžić / Šatordžija |

### Spiel um Platz 5
| 11. August 2005 14:00 Uhr | Katar                                                  | 36:34          | Ägypten                          | Doha Schiedsrichter: Gousko / Repkin |
| 11. August 2005 14:00 Uhr | meiste Tore: Bader Al-Ghamdi, Hamad Al-Baloushi (je 8) | (17:13)        | meiste Tore: Adam El-Zoghby (10) | Doha Schiedsrichter: Gousko / Repkin |
| 11. August 2005 14:00 Uhr | Strafen: 3×                                            | Spielstatistik | Strafen: 3× 1×                   | Doha Schiedsrichter: Gousko / Repkin |

## Finalrunde
|  | Halbfinale | Halbfinale             | Halbfinale |  |                        | Finale           | Finale           | Finale           |
|  |            |                        |            |  |                        |                  |                  |                  |
|  |            |                        |            |  |                        |                  |                  |                  |
|  |            | Serbien und Montenegro | 30         |  |                        |                  |                  |                  |
|  |            | Kroatien               | 29         |  |                        |                  |                  |                  |
|  |            |                        |            |  | Serbien und Montenegro | 39               |                  |                  |
|  |            |                        |            |  |                        | Südkorea         | 23               |                  |
|  |            | Dänemark               | 31         |  |                        |                  |                  |                  |
|  |            | Südkorea               | 32         |  |                        | Spiel um Platz 3 | Spiel um Platz 3 | Spiel um Platz 3 |
|  |            |                        |            |  |                        |                  | Kroatien         | 32               |
|  |            | Dänemark               | 31         |  |                        |                  |                  |                  |
|  |            |                        |            |  |                        |                  |                  |                  |

### Halbfinale
| 10. August 2005 16:30 Uhr | Serbien und Montenegro       | 30:29          | Kroatien                        | Doha Schiedsrichter: Brunovski / Canda |
| 10. August 2005 16:30 Uhr | meiste Tore: Žarko Šešum (9) | (17:15)        | meiste Tore: Alen Blažević (11) | Doha Schiedsrichter: Brunovski / Canda |
| 10. August 2005 16:30 Uhr | Strafen: 3× 4×               | Spielstatistik | Strafen: 4× 5×                  | Doha Schiedsrichter: Brunovski / Canda |

| 10. August 2005 19:00 Uhr | Dänemark                        | 31:32          | Südkorea                      | Doha Schiedsrichter: Aparecido Pinto / Aires Menezes |
| 10. August 2005 19:00 Uhr | meiste Tore: Mikkel Hansen (10) | (15:15)        | meiste Tore: Eom Hyo-won (10) | Doha Schiedsrichter: Aparecido Pinto / Aires Menezes |
| 10. August 2005 19:00 Uhr | Strafen: 4× 3×                  | Spielstatistik | Strafen: 3×                   | Doha Schiedsrichter: Aparecido Pinto / Aires Menezes |

### Spiel um Platz 3
| 11. August 2005 16:30 Uhr | Kroatien                    | 32:31          | Dänemark                                             | Doha Schiedsrichter: Al-Heel / Al-Hammad |
| 11. August 2005 16:30 Uhr | meiste Tore: Ivan Čupić (8) | (13:16)        | meiste Tore: Mads Christiansen, Mikkel Hansen (je 5) | Doha Schiedsrichter: Al-Heel / Al-Hammad |
| 11. August 2005 16:30 Uhr | Strafen: 4× 7× 1×           | Spielstatistik | Strafen: 3× 4×                                       | Doha Schiedsrichter: Al-Heel / Al-Hammad |

### Finale
| 11. August 2005 19:00 Uhr | Serbien und Montenegro                         | 39:23          | Südkorea                       | Doha Schiedsrichter: Brunovski / Canda |
| 11. August 2005 19:00 Uhr | meiste Tore: Žarko Šešum, Petar Nenadić (je 8) | (20:8)         | meiste Tore: Pag Pyeon-Gyu (7) | Doha Schiedsrichter: Brunovski / Canda |
| 11. August 2005 19:00 Uhr | Strafen: 2× 8×                                 | Spielstatistik | Strafen: 2× 5×                 | Doha Schiedsrichter: Brunovski / Canda |

## Abschlussplatzierungen
| Rang   | Team                   |
| ------ | ---------------------- |
| Gold   | Serbien und Montenegro |
| Silber | Südkorea               |
| Bronze | Kroatien               |
| 04.    | Dänemark               |
| 05.    | Katar                  |
| 06.    | Ägypten                |
| 07.    | Argentinien            |
| 08.    | Iran                   |
| 09.    | Tunesien               |
| 10.    | Marokko                |